# Peter Rasmussen
Peter Rasmussen (Kopenhagen, 15 oktober 1975) is een Deens voormalig voetbalscheidsrechter. Hij was in dienst van FIFA en UEFA tussen 2006 en 2012. Ook leidde hij tussen 2006 en 2016 wedstrijden in de Superligaen.
Op 17 juni 2006 leidde Rasmussen zijn eerste internationale wedstrijd. Op die dag floot hij een wedstrijd tussen ÍB Keflavík en Dungannon Swifts in de voorronde van de UEFA Intertoto Cup; het eindigde in 4–1 en de Deense scheidsrechter gaf drie gele kaarten en één rode. Zijn eerste interland floot hij op 31 mei 2006, toen Estland met 1–1 gelijkspeelde tegen Nieuw-Zeeland. De Deen hield zijn kaarten op zak.

## Interlands
| Datum            | Plaats                 | Wedstrijd               | Uitslag | Competitie           | Kreeg geel | Kreeg voor de tweede keer geel en dus rood | Weggestuurd |
| ---------------- | ---------------------- | ----------------------- | ------- | -------------------- | ---------- | ------------------------------------------ | ----------- |
| 31 mei 2006      | Tallinn, Estland       | Estland – Nieuw-Zeeland | 1 – 1   | Vriendschappelijk    | 0          | 0                                          | 0           |
| 7 januari 2007   | Serravalle, San Marino | San Marino – Ierland    | 1 – 2   | EK 2008 kwalificatie | 2          | 0                                          | 0           |
| 17 november 2007 | Hannover, Duitsland    | Duitsland – Cyprus      | 4 – 0   | EK 2008 kwalificatie | 0          | 0                                          | 0           |
| 11 oktober 2008  | Brussel, België        | België – Armenië        | 2 – 0   | WK 2010 kwalificatie | 2          | 0                                          | 0           |
| 1 april 2009     | Amsterdam, Nederland   | Nederland – Macedonië   | 4 – 0   | WK 2010 kwalificatie | 1          | 0                                          | 0           |
| 11 augustus 2010 | Dublin, Ierland        | Ierland – Argentinië    | 0 – 1   | Vriendschappelijk    | 1          | 0                                          | 0           |
| 12 oktober 2010  | Minsk, Wit-Rusland     | Wit-Rusland – Albanië   | 2 – 0   | EK 2012 kwalificatie | 6          | 1                                          | 0           |
| 11 oktober 2011  | Istanboel, Turkije     | Turkije – Azerbeidzjan  | 1 – 0   | EK 2012 kwalificatie | 0          | 0                                          | 0           |
| 30 mei 2012      | Göteborg, Zweden       | Zweden – IJsland        | 3 – 2   | Vriendschappelijk    | 2          | 0                                          | 0           |
| 2 juni 2012      | Londen, Engeland       | Engeland – België       | 1 – 0   | Vriendschappelijk    | 2          | 0                                          | 0           |
| 12 oktober 2012  | Skopje, Macedonië      | Macedonië – Kroatië     | 1 – 2   | WK 2014 kwalificatie | 5          | 0                                          | 0           |